# Clearinghaus
Clearinghaus (oder Clearinggesellschaft, Clearingstelle) ist ein Unternehmen, das aufgrund eines Vertrages mit den Clearingmitgliedern im Wege der Aufrechnung (Saldierung) den Ausgleich gegenseitiger Forderungen und Verbindlichkeiten durch Clearing vornimmt.

## Allgemeines
Der Wortbestandteil „Clearing“ ist das Gerundium für „säubern, klären“ (englisch to clear). Das Kompositum „Clearinghaus“ tauchte erstmals im Zusammenhang mit den Londoner Clearinghäusern (englisch clearing houses) auf. Hierbei handelte es sich um Banken, die durch Abrechnungssysteme nur die überschießenden Salden aus eingelösten Schecks und Wechseln regulierten. Sie mieteten im Jahre 1770 ein Gebäude in der Lombard Street, als Organisation entstand das Bankers' Clearing House erst im Jahre 1775, das 1810 bereits 46 Mitglieder aufwies. Einen größeren Umfang erreichte der Clearingverkehr durch Beitritt der großen Aktienbanken im Jahre 1854 und der Bank of England (1864); die getätigten Umsätze erschienen in einem Clearing-Buch (englisch clearing book). Das erste US-amerikanische Clearing House entstand zeitgleich 1854 als New York Clearing House Association, 1856 folgte eines in Boston. Auch der in London lebende Karl Marx kannte das Clearing House: „Das bloße Ökonomisieren des Zirkulationsmittels erscheint am höchsten entwickelt im Clearing House, dem bloßen Austausch von fälligen Wechseln, und der vorwiegenden Funktion des Geldes als Zahlungsmittel zum Ausgleich bloßer Überschüsse“.

## Aufgaben
Henner Schierenbeck sieht die Begriffe Clearinghaus und Clearingstelle als Synonyme an, doch werden mit der Clearingstelle meist Funktionen außerhalb des Finanzwesens verbunden. Die Aufgabe des Clearinghauses besteht darin, den Zahlungs- oder Wertpapierverkehr der angeschlossenen Institute oder Mitglieder zentral abzuwickeln. Zu diesem Zweck regelt ein Vertrag die Clearingbedingungen, wonach die Clearingmitglieder unter anderem eine Kontoverbindung mit dem Clearinghaus unterhalten müssen, über welche die zu verrechnenden Transaktionen abgewickelt werden.
Im Zahlungsverkehr beispielsweise leitet das Clearinghaus eine Zahlung vom Institut des Zahlungspflichtigen zum Institut des Zahlungsempfängers weiter. Im Wertpapierverkehr meldet ein Mitglied dem Clearinghaus einen Effektenkauf an, während der dazu passende Verkauf von einem anderen Mitglied vorliegt; beide korrespondierenden Wertpapierorders werden beim Clearinghaus durch Ausgleich (englisch trade matching) zusammengeführt. Es schafft durch den Wertpapierliefer- und -abrechnungsmechanismus „Lieferung gegen Zahlung“ (englisch delivery against payment) die Voraussetzung dafür, dass die Übertragung von Wertpapieren derart mit einer Übertragung von Geld verknüpft ist, dass die Lieferung von Wertpapieren nur dann erfolgen kann, wenn die entsprechende Übertragung von Geld stattfindet und umgekehrt. Zu jedem Kontrakt wird die Gegenposition übernommen, bei Futures und Optionen werden die Kontrakte garantiert, indem das Clearinghaus als Kontrahent in einen Kontrakt eintritt.

## Arten
Funktionen eines Clearinghauses besitzen die Spitzeninstitute der Sparkassen (Girozentralen) und Kreditgenossenschaften (genossenschaftliche Zentralbanken) und Kopfstellen der Filialbanken. Die Deutsche Bundesbank fungiert mit ihrem Echtzeit-Bruttoabwicklungssystem (RTGS-System) TARGET2 im Rahmen des ESZB auch als Clearinghaus. Da Clearing und Erfüllung in einem RTGS-System unverzüglich, final und unwiderruflich erfolgen, haben die Marktteilnehmer volle Sicherheit über die eingegangenen Buchgelder. Damit wird das Erfüllungsrisiko (englisch settlement risk) – das aus Störungen oder Verzögerungen in der Abwicklung resultieren könnte – eliminiert.
Die Einführung von RTGS-Systemen weltweit wird hauptsächlich von den Zentralbanken forciert, die hierdurch für die Stabilität des Finanzsystems sorgen. Ein Versagen bei der Abwicklung ist ein Systemrisiko, welches weit verbreitete Liquiditäts- oder Kreditprobleme auslösen und damit die Stabilität des Finanzsystems oder sogar der gesamten Wirtschaft gefährden kann. Auch Störungen im Sektor des Wertpapier- oder Derivate-Handels können Systemrisiken auslösen. Deshalb nehmen zudem Aufgaben eines Clearinghauses zentrale Kontrahenten, Zentralverwahrer oder Zentralverwahrer (EU) wahr.
Fedwire ist das RTGS-System der Federal Reserve Bank, der Zentralbank der Vereinigten Staaten, für die Zahlungsabwicklung in US-Dollar. Die Continuous Linked Settlement (CLS-Bank) übernimmt das Clearing für Devisen, die The Clearing Corporation (TCC) bietet Clearing für Futures- und Optionskontrakte an.
Aufgrund der Finanzkrise ab 2007 wurden vermehrt Bestrebungen erkennbar, Clearinghäuser für diverse Arten von Finanzprodukten zu errichten. Insbesondere die Gründung von Clearingstellen für Credit Default Swaps (CDS) rückte in den Fokus der politischen und regulatorischen Diskussion mit dem Ziel, zukünftig die Risiken dieser Produkte abzusichern. Als weltweit erstes Clearinghaus bietet die Intercontinental Exchange seit März 2009 das entsprechende CDS-Clearing an. Im Juli 2009 startete ebenfalls die Deutsche Börse mit einem entsprechenden Clearingangebot. Im Dezember 2009 wurde der Start eines CDS-Clearingangebotes der CME Group bekannt. Im Juni 2014 erhielt das Clearinghaus European Commodity Clearing durch die BaFin die Zulassung als zentraler Kontrahent nach der Marktinfrastrukturverordnung.

## Bankenaufsichtsrechtliche Behandlung
Die Kapitaladäquanzverordnung (englische Abkürzung CRR) behandelt das Gegenparteiausfallrisiko (das Risiko des Ausfalls des Kontrahenten eines Geschäfts vor der abschließenden Abwicklung der mit diesem Geschäft verbundenen Zahlungen) vor allem auch wegen der Clearinghäuser. Gemäß Art. 201 Abs. 1 lit. h) CRR dürfen Kreditinstitute einen zentralen Kontrahenten (englische Abkürzung CCP) als Absicherung ohne Sicherheitsleistung (Garant, Bürge) einsetzen. Ein zentraler Kontrahent ist gemäß Art. 2 Nr. 1 Verordnung (EU) Nr. 648/2012 „eine juristische Person, die zwischen die Gegenparteien der auf einem oder mehreren Märkten gehandelten Kontrakte tritt und somit als Käufer für jeden Verkäufer bzw. als Verkäufer für jeden Käufer fungiert.“ Ein Clearingmitglied nimmt gemäß Art. 2 Nr. 14 dieser Verordnung an einer CCP teil und haftet für die Erfüllung der aus dieser Teilnahme erwachsenden finanziellen Verpflichtungen. Zentralverwahrer sind Kreditinstitute gemäß § 2 Abs. 9e KWG. Für sie gilt die Verordnung (EU) Nr. 909/2014 (Zentralverwahrerverordnung). Sie zielt darauf ab, dass Zentralverwahrer und zentrale Gegenparteien in hohem Maße zur Aufrechterhaltung von Handels-Infrastrukturen beitragen, die die Finanzmärkte sichern und die Marktteilnehmer darauf vertrauen lassen, dass Wertpapiergeschäfte – auch in Zeiten extremer Belastungen – ordnungsgemäß und pünktlich durchgeführt werden.
Nach der Verordnung (EU) Nr. 648/2012 dient das Clearing über einen zentralen Kontrahenten speziell der Ausschaltung des Gegenparteiausfallrisikos. Nach Art. 1 Nr. dieser Verordnung ist das Clearingmitglied „ein Unternehmen, das an einer zentralen Gegenpartei teilnimmt und für die Erfüllung der aus dieser Teilnahme erwachsenden finanziellen Verpflichtungen haftet“. Zentraler Kontrahent ist nach Art. 2 Nr. 1 eine juristische Person, die zwischen die Gegenparteien der auf einem oder mehreren Märkten gehandelten Kontrakte tritt und somit als Käufer für jeden Verkäufer bzw. als Verkäufer für jeden Käufer fungiert. Das Clearing über einen zentralen Kontrahenten dient speziell der Ausschaltung des Gegenparteiausfallrisikos und ist daher möglicherweise nicht die beste Lösung zum Umgang mit dem Abwicklungsrisiko.
Im März 2015 entschied der EuGH, dass Clearinghäuser zur Abwicklung von Wertpapieren in Euro nicht zwangsläufig im Euroraum ansässig sein müssen. Die EZB verfüge nicht über die notwendige Befugnis, die Tätigkeit von Wertpapierclearingsystemen einschließlich CCPs zu regulieren und darf deshalb nicht die Abwicklung von Wertpapiergeschäften in Euro ausschließlich im Euroraum vorschreiben.

## Wirtschaftliche Aspekte
Kreditinstitute müssen sich nicht mehr mit dem Gegenparteiausfallrisiko einer Vielzahl von Finanzdienstleistungsinstituten, Kreditinstituten oder Wertpapierfirmen befassen, sondern lediglich mit dem Gegenparteiausfallrisiko weniger Clearinghäuser. Deren Ausfallrisiko ist entweder sehr gering (manche Zentralbanken sind insolvenzunfähig wie die Deutsche Bundesbank; oder Clearinghäuser mit reiner Zahlungsabwicklung wie die CLS-Bank) oder banküblich (wie etwa TCC). Dadurch sinkt das Adressausfallrisiko, wodurch die Sicherheit der Transaktionen und der sie durchführenden Marktteilnehmer zunimmt. Fällt ein Clearingmitglied durch Insolvenz aus, kann dies zu einem Dominoeffekt unter den Marktteilnehmern führen und letztlich die Stabilität des Finanzmarktes gefährden.

## Weitere Clearinghäuser
- Eurex Clearing
- European Commodity Clearing (ECC)
- Depository Trust and Clearing Corporation (DTCC)
- LCH.Clearnet
- Euroclear
- European Multilateral Clearing Facility (EMCF)
- SIX x-clear
- Italienische Börse (Cassa di Compensazione e Garanzia)
- ICE Clear Europe, das europäische Clearinghouse der Intercontinental Exchange[13]
- Bclear, das Clearinghouse der europäische NYSE Euronext[14]
- Clearing House Interbank Payments System (CHIPS), New York